# Burujul Wetan
Burujul Wetan is een bestuurslaag in het regentschap Majalengka van de provincie West-Java, Indonesië. Burujul Wetan telt 8481 inwoners (volkstelling 2010).